# Peter Manseau
Peter Manseau (* 15. November 1974) ist ein US-amerikanischer Schriftsteller.

## Leben
Manseau, Sohn des katholischen Priesters William J. Manseau und der Mary Doherty Manseau, einer ehemaligen Nonne, wuchs in Boston auf und studierte Religionswissenschaften und Literatur an der University of Massachusetts Boston, er arbeitet und promoviert an der Georgetown University. Er hat bislang einen Roman geschrieben, eine biografische Schrift über seine Eltern und ein Reisebuch zu Stätten der religiösen Verehrung von heiligen Lumpen und Knochen. Manseau ist Mitgründer des Online-Journals Killing the Buddha, einem Magazin über Religion, und ist Mitautor von Killing the Buddha: A Heretic’s Bible. 

## Auszeichnungen
Manseau erhielt verschiedene US-amerikanische Stipendien und Literaturpreise: 
National Jewish Book Award, Sophie Brody Medal for Outstanding Achievement in Jewish Literature, Ribalow Prize for Fiction und im Jahr 2012 eine „Literature Fellowship“ des  National Endowment for the Arts.  

## Schriften
- Songs for the butcher's daughter. a novel, New York: Free Press, 2008  
  - Bibliothek der unerfüllten Träume, Roman, Übers. Kathrin Razum, Hamburg: Hoffmann und Campe, 2009, ISBN 978-3-455-40200-1
- Killing the Buddha: A Heretic's Bible (zusammen mit Jeff Sharlet), Free Press 2004, ISBN 0-7432-3276-3
- Vows : the story of a priest, a nun, and their son, New York: Free Press, 2005
- Rag and bone : a journey among the world's holy dead, New York: Henry Holt and Co., 2009
- Believer, beware : first-person dispatches from the margins of faith (zusammen mit Jeff Sharlet), Boston, Mass. : Beacon Press, 2009
- The Maiden of All Our Desires. Arcade, New York 2022, ISBN 978-1-950994-21-2.